# Reinhold Wittig
Reinhold Wittig (né à Göttingen en 1937) est un géologue, astronome et auteur de jeux de société allemand. Il a fondé en 1976 la maison d'édition Perlhuhn. Avec son épouse Karin, il a organisé depuis 1983 des réunions d'auteur de jeu à Göttingen. Plusieurs de ses jeux ont été nommés au Spiel des Jahres et cinq d'entre eux ont reçu le prix du plus beau jeu.

## Ludographie succincte

### Seul auteur
- Wabanti, 1974, Perlhuhn
- Das Spiel, 1980, Franckh-Kosmos / Abacus, Spiel des Jahres  Plus beau jeu 1980
- Baubylon, 1982, Perlhuhn
- Wir füttern die kleinen Nilpferde, 1983, Perlhuhn, Spiel des Jahres  plus beau jeu 1983
- Müller & Sohn, 1985, Franckh-Kosmos, Spiel des Jahres  plus beau jeu 1986
- Maritim, 1987, Franckh-Kosmos
- Riombo, 1988, Mattel
- Dino, 1989, Fun Connection
- Doctor Faust, 1990, Perlhuhn, Spiel des Jahres  plus beau jeu 1994
- Hotu Matua, 1991, Franckh-Kosmos, Essener Feder  1991
- Kula Kula, 1991, Perlhuhn / Blatz, Spiel des Jahres  plus beau jeu 1993
- Moguli, 2003, Abacus